# 2. Bundesliga (nữ)
2. Bundesliga là giải bóng đá nữ hạng hai trong hệ thống bóng đá nữ tại Đức. Giải được chia thành hai bảng: Bắc và Nam. Đội vô địch của mỗi bảng, nếu không phải đội hình hai của một đội tại Bundesliga, sẽ lên chơi ở Bundesliga, hai đội cuối cùng của mỗi bảng sau khi kết thúc mùa giải xuống chơi tại Regionalliga.

## Câu lạc bộ mùa giải 2016-17

### Bắc
- Arminia Bielefeld (lên hạng)
- 1. FC Union Berlin (lên hạng)
- Bramfelder SV (lên hạng)
- Werder Bremen (xuống hạng)
- BV Cloppenburg
- FSV Gütersloh 2009
- SV Henstedt-Ulzburg (lên hạng)
- Herforder SV (xuống hạng)
- Blau-Weiß Hohen Neuendorf
- SV Meppen
- 1. FFC Turbine Potsdam II
- VfL Wolfsburg II

### Nam
- TSV Crailsheim
- 1. FFC Frankfurt II
- TSG 1899 Hoffenheim II
- 1. FC Köln (xuống hạng)
- TSV Schott Mainz (lên hạng)
- FC Bayern München II
- 1. FFC 08 Niederkirchen (lên hạng)
- SC Sand II (lên hạng)
- 1. FC Saarbrücken
- VfL Sindelfingen
- SV 67 Weinberg
- FSV Hessen Wetzlar

## Các đội vô địch
| Mùa     | Bảng Bắc                   | Bảng Nam                |
| ------- | -------------------------- | ----------------------- |
| 2004-05 | FFC Brauweiler Pulheim     | VfL Sindelfingen        |
| 2005-06 | VfL Wolfsburg              | TSV Crailsheim          |
| 2006-07 | SG Wattenscheid 09         | 1. FC Saarbrücken       |
| 2007-08 | HSV Borussia Friedenstal   | FF USV Jena             |
| 2008-09 | Tennis Borussia Berlin     | 1. FC Saarbrücken       |
| 2009-10 | HSV Borussia Friedenstal   | Bayer 04 Leverkusen     |
| 2010-11 | Hamburger SV II1           | SC Freiburg             |
| 2011-12 | 1. FFC Turbine Potsdam II2 | VfL Sindelfingen        |
| 2012-13 | BV Cloppenburg             | TSG 1899 Hoffenheim     |
| 2013-14 | 1. FFC Turbine Potsdam II3 | SC Sand                 |
| 2014-15 | 1. FC Lübars4              | 1. FC Köln              |
| 2015-16 | MSV Duisburg               | TSG 1899 Hoffenheim II5 |
| 2016-17 | Werder Bremen              | TSG 1899 Hoffenheim II6 |

- 1 Hamburg II là đội hình hai đầu tiên vô địch giải. Do các đội hình hai không thể lên hạng, 1. FC Lokomotive Leipzig là đội thay thế.
- 2 FSV Gütersloh 2009 lên hạng thay.
- 3 Herford lên hạng thay.
- 4 Lübars không đăng ký dự Bundesliga vì lý do tài chính. Werder Bremen lên thay.
- 5 Borussia Mönchengladbach lên thay.
- 6 1. FC Köln lên thay.